# Abziehen (Kochen)

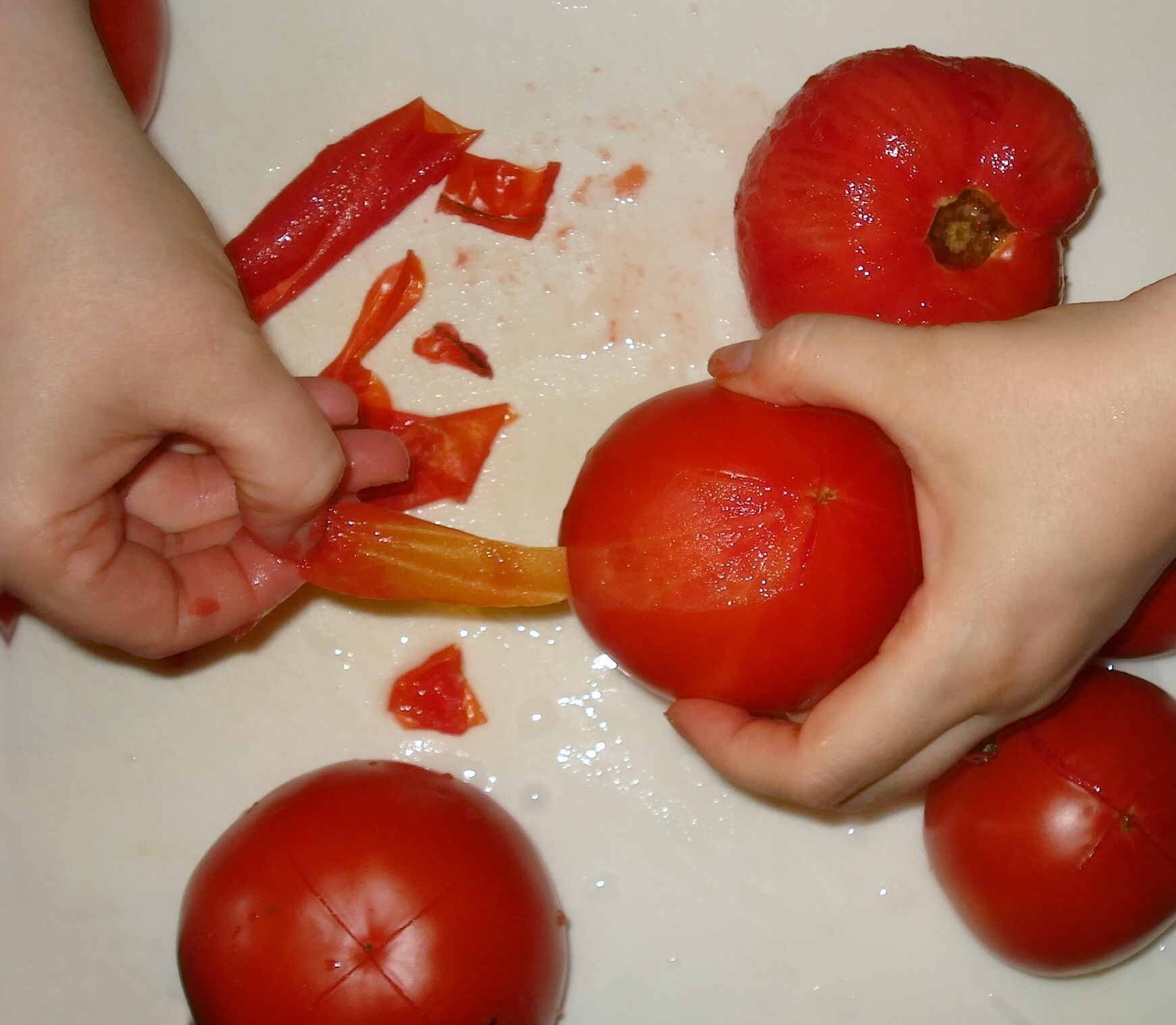
Abziehen (Häuten) von kreuzweise eingeritzten und kurz blanchierten Tomaten

Als Abziehen bezeichnet man ein Vorbereitungsverfahren in der Lebensmittelherstellung.
Beim Abziehen werden dünne Häute und Schalen von Lebensmitteln entfernt. Im Gegensatz zum Enthäuten und Schälen werden nur die obersten Schichten der Häute bearbeitet. Typische Anwendungen sind das Häuten von Gemüse (z. B. Tomaten) und Obst (z. B. Pflaumen, Pfirsiche) und die Vorbereitung von Fisch (z. B. Hering) zur Weiterverarbeitung.
Tomaten lassen sich leicht abziehen, wenn sie zunächst gegenüber dem Stielansatz mit einem scharfen Messer kreuzweise eingeritzt, dann kurz blanchiert bzw. mit kochendem Wasser überbrüht sowie in kaltem Wasser oder Eiswasser abgeschreckt werden.
Ebenso bezeichnet man das Abbinden bzw. Andicken von Saucen, Suppen und Gemüse als Abziehen.